# Riserva naturale dell'Abbadia di Fiastra
La riserva naturale dell'Abbadia di Fiastra è un'area naturale protetta situata nel cuore sia delle Marche che della fascia medio-collinare della provincia di Macerata fra i 130 ed i 306 m. Si trova nei comuni di Tolentino e Urbisaglia.
La riserva è stata costituita con una convenzione con la "Fondazione Giustiniani-Bandini" (ente morale riconosciuto con D.P.R. del 6 luglio 1974) e la regione Marche il 18 giugno 1984, mentre il 10 dicembre del 1985 anche lo Stato Italiano riconobbe l'area come riserva.

## Territorio
Gli aspetti prioritari di salvaguardia di questa area protetta sono dati dalla presenza di un antico monastero cistercense il quale grazie alla cura dei monaci prima e della famiglia Bandini poi, preservarono una foresta di circa 100 ettari in cui predomina il cerro. Così oggi in un territorio che va da quello di fondovalle tra i letti dei fiumi Fiastra, Chienti e del torrente Entogge scavato anche da qualche piccolo bacino lacustre di origine artificiale, fino alla dolce collina marchigiana, possiamo ritrovare questo esempio di bosco planiziario in un paesaggio che passa da quello della vegetazione riparia a quello della campagna marchigiana, fino a quello della selva vero e proprio.
Il territorio può essere suddiviso in tre zone di forte interesse, omogenee per la loro caratteristica e vocazione che comportano anche una differente gestione e salvaguardia:
- riserva naturale orientata, è l'area comprendente la  Selva dove la gestione cura una ricerca del recupero degli assetti naturali più possibili originari. Vi è presente un sito SIC protetto ai sensi della direttiva dell'Unione europea "Habitat"
- riserva antropologica, sono in essa compresi quelli che sono i patrimoni storici dell'uomo il quale in quest'area da secoli è presente in maniera massiccia. Così oltre ai campi coltivati vi rientrano il Palazzo Giustiniani-Bandini, e l'Abbazia Cistercense del XII secolo
- area di protezione, vi rientra la restante area della "Fondazione Giustiniani-Bandini" che viene trattata come area contigua per il mantenimento dei rapporti di equilibrio con l'area protteta.

## Clima
L'area è interessata da un clima mediterraneo che risente dell'aria del mare che non è distante, ma anche della vicina montagna. Le piogge si presentano soprattutto nel periodo delle stagioni intermedie in particolare quelle autunnali.

## Vegetazione
La vegetazione è caratteristica a seconda degli ambienti che attraversa, ma quello della Selva è importante in quanto costituisce l'ultimo esempio vivente del bosco che ricopriva il territorio collinare marchigiano.
- Ambiente fluviale: vegetazione ricca di essenze floristiche fluviali e la Farnia
- Ambiente agrario: querce secolari prevalentemente la roverella ed il cerro, ma anche cipressi, pini
- Ambiente forestale: molte delle specie sopra dette soprattutto il cerro, ma anche l'orniello, l'acero campestre, il bosso, carpino orientale, l'elleboro di Bocconi, l'arisaro ed il raro capo chino.

## Fauna
Nella fauna dell'area il capriolo, che è stato reintrodotto nel 1957, è quello più caratteristico essendo rappresentato nel simbolo della riserva, ma tra i mammiferi che ci vivono sono presenti anche il tasso, il cinghiale, la donnola, la puzzola e sporadicamente anche la faina.
Tra gli uccelli presenti come nidificanti l'allocco, sicuramente la presenza di alcuni picidi che sono il simbolo della regione come il picchio verde e il picchio rosso minore, poi il rigogolo, il rampichino ed altre specie oltre quelle che vi trovano rifugio nei periodi invernali come il pettirosso, il fiorrancino, il codibugnolo, e folti stormi di colombacci. Nell'area del piccolo lago "le Vene" si possono osservare in appositi capanni popolazioni di uccelli acquatici come l'airone. L'insetto Ameles fasciipennis, endemico del territorio di Tolentino, è verosimilmente estinto.